# Бисениекс, Георг
Георг Бисениекс (латыш. Georgs Bisenieks; 19 декабря 1885, Добленский уезд, Курляндская губерния, Российская империя — 27 июля 1941, Москва, СССР) — латвийский дипломат и политик, член партии «Прогрессивное объединение», первый посол Латвийской республики в Великобритании, директор ипотечного банка Латвии.

## Биография
Георг Бисениекс родился в 1885 году на хуторе в окрестностях Митавы (Елгавы), младший брат Яниса Бисениекса — агронома и общественного деятеля, основателя Елгавской сельскохозяйственной школы, издателя газеты Zemkopis («Земледелец»), соратника первого президента Латвии Яниса Чаксте — и революционера, политкаторжанина Вольдемара Бисениекса, расстрелянного НКВД в 1938 году по обвинению в шпионаже (посмертно реабилитирован в 1957-м).
С 17 лет входил в социал-демократические организации (меньшевик), участвовал в революции 1905 года. В 1908 году был приговорен к каторге и сослан в Иркутскую губернию, откуда ему удалось бежать за границу — в Бельгию, затем в Англию.
Провозглашение независимости Латвии 18 ноября 1918 года застало Георга Бисениекса в Лондоне. По поручению министра иностранных дел Зигфрида Мейеровица Бисениекс возглавил работу вновь созданного латвийского представительства, а в 1921 году стал первым послом Латвийской Республики в Великобритании, пробыв на этом посту до 1924 года.
Своё второе дипломатическое назначение Бисениекс получил в 1933 году на должность консула Латвийской Республики в Ленинграде. 1 декабря 1934 года в Смольном был убит Киров. Советская печать сообщила, что убийца Кирова Леонид Николаев, женатый на латышке Милде Драуле, встречался с консулом Латвии, который якобы участвовал в подготовке покушения. Несмотря на ноту протеста латвийского МИД, отрицавшего какую-либо связь своего консула с Николаевым, Георг Бисениекс был объявлен в СССР персоной нон грата и вернулся в Ригу.
Уйдя с дипломатической службы, Бисениекс работал в Сельскохозяйственном экономическом обществе, страховом обществе «Даугава». С 1935 года директор и член правления Латвийского ипотечного банка.
После включения Латвии в состав СССР, Бисениекс и его жена, англичанка Лотти-Луиза Ханней, остались в Риге. На момент ареста Бисениекс числился безработным. Со своей последней должности директора Латвийского ипотечного банка он был уволен 6 августа 1940 года, на следующий день после решения Верховного Совета СССР о присоединении Латвии.

### Обвинение и казнь
24 февраля 1941 года Георг Бисениекс был этапирован в Москву и помещен во внутреннюю тюрьму Главного управления госбезопасности НКВД. На допросах он отказался признать себя виновным. В обвинении говорилось, что Георг Бисениекс «проводил антикоммунистическую работу», «являлся соучастником убийства Кирова» и «занимался шпионажем против СССР в пользу латвийской и английской разведок». 7 июля 1941 года военная коллегия Верховного суда СССР на закрытом заседании признала Бисениекса виновным по статьям 58-6 (часть 1) и 58-8 УК РСФСР, приговорив к смертной казни. Его расстреляли 27 июля 1941 года.

### Реабилитация
В июле 1995 года племянница Георга Бисениекса Майя Кара-Мурза получила из Главной военной прокуратуры РФ уведомление за подписью старшего военного прокурора В. В. Смыкова. «Бисениекс Г. Я. на основании ст. 3 Закона РФ „О реабилитации жертв политических репрессий“ реабилитирован посмертно. О судьбе Ваших родственников, а также о месте захоронения расстрелянного по приговору Бисениекса Г. Я. сведений в Главной военной прокуратуре не имеется».
Георг Иванович Бисениекс — брат революционера В. И. Бисенека и двоюродный прадед российского журналиста и общественного деятеля Владимира Кара-Мурзы (мл.).

## Награды
- Ордена Трёх звёзд  II степени № 16 (1926)[5]
- Ордена Возрождения Польши III степени